# کارکس لپیدا
کارکس لپیدا (نام علمی: Carex lepida) نام یک گونه از سرده جگن است.